# Ceremușkî, Krasnopillea
Ceremușkî (în ucraineană Черемушки) este un sat în comuna Mezenivka din raionul Krasnopillea, regiunea Sumî, Ucraina.

## Demografie
Componența lingvistică a localității Ceremușkî
     Ucraineană (73,91%)
     Rusă (26,09%)
Conform recensământului din 2001, majoritatea populației localității Ceremușkî era vorbitoare de ucraineană (73,91%), existând în minoritate și vorbitori de rusă (26,09%).